# Mansfield (Ohio)
Mansfield je město v okresu Richland County ve státě Ohio ve Spojených státech amerických. Leží asi 105 kilometrů od Clevelandu a zároveň i od Columbusu (leží na půli cesty mezi těmito městy). Leží v severozápadní části státu v Alleghenské plošině.  
K roku 2020 zde žilo 47 534 obyvatel. S celkovou rozlohou 80 km² byla hustota zalidnění 595 obyvatel na km². Město bylo založeno v roce 1808.